# لياندرو باولو روبرتو سوزا
لياندرو باولو روبرتو سوزا (23 فبراير 1987 ببيرنامبوكو في البرازيل - ) هو لاعب كرة قدم برازيلي في مركز الهجوم. لعب مع موريرينسي ونادي بوافيشتا ونادي ريبيراو وF.C. Alpendorada ‏ ودوكسا كاتوكوبياس ‏ ونادي فاماليساو وSC Mirandela ‏ وAC Meda 1913 ‏ وAtlético Clube Lagartense ‏ وS.C. Mêda ‏ وSport Benfica e Castelo Branco ‏.

## وصلات خارجية
- لياندرو باولو روبرتو سوزا على موقع قاعدة بيانات كرة القدم.إي يو (الإنجليزية)
- لياندرو باولو روبرتو سوزا على موقع Soccerway.com (الإنجليزية)
- لياندرو باولو روبرتو سوزا على موقع AS.com (الإسبانية)